# Monaco au Concours Eurovision de la chanson 1967
Monaco a participé au Concours Eurovision de la chanson 1967 le 8 avril à Vienne, en Autriche. C'est la 9e participation monégasque au Concours Eurovision de la chanson.
Le pays est représenté par la chanteuse Minouche Barelli et la chanson Boum-Badaboum, sélectionnés en interne par Télé Monte-Carlo.

## Sélection
Le radiodiffuseur monégasque, Télé Monte-Carlo (TMC), choisit l'artiste et la chanson en interne pour représenter Monaco au Concours Eurovision de la chanson 1967.
Lors de cette sélection, c'est la chanson Boum-Badaboum, écrite ainsi que composée par Serge Gainsbourg et interprétée par la chanteuse française Minouche Barelli qui fut choisie, accompagnée du chef d'orchestre et père de l'interprète, Aimé Barelli.
| Ordre | Interprète       | Chanson       | Langue   |
| ----- | ---------------- | ------------- | -------- |
| 1     | Minouche Barelli | Boum-Badaboum | Français |

## À l'Eurovision
Chaque pays a un jury de dix personnes. Chaque juré attribue un point à sa chanson préférée.

### Points attribués par Monaco
| 3 points | Royaume-Uni            |
| 2 points | Espagne France Irlande |
| 1 point  | Luxembourg             |

### Points attribués à Monaco
| 10 points | 9 points | 8 points | 7 points   | 6 points                  |
| --------- | -------- | -------- | ---------- | ------------------------- |
|           |          |          |            |                           |
| 5 points  | 4 points | 3 points | 2 points   | 1 point                   |
| - Espagne |          |          | - Autriche | - France - Italie - Suède |

Minouche Barelli interprète Boum-Badaboum en 14e position, suivant la Norvège et précédant la Yougoslavie.
Au terme du vote final, Monaco termine 5e sur les 17 pays participants, ayant reçu dix points de la part de cinq jurys,.